# Красний Урал
Красний Ура́л (каз. Красный Урал) — село у складі Байтерецького району Західноказахстанської області Казахстану. Входить до складу Достицького сільського округу.
Населення — 65 осіб (2021; 99 у 2009, 232 у 1999, 254 у 1989).